# Polaquiúria
Polaquiúria ou Polaciúria (do grego poli muita, latim aqua água e uria urina) é um sintoma urinário caracterizado por aumento do número de micções com diminuição do volume da urina, ou seja, urinar pouca quantidade muitas vezes ao dia. É comum a queixa ser associada à disúria (dor ou queimação ao urinar), dor na parte inferior do abdômen e sentir urgência para urinar, o que  está relacionado a problemas dos esfíncteres urinários.
Entre as crianças, urinar de 5 a 12 vezes é normal e mais de 12 vezes por dia é excessivo. Além disso, em alguns casos  essa elevada necessidade de urinar é  acompanhada de  outros sintomas relacionados à ansiedade e com evidências fisiológicas, tais como: a micção frequente, batimentos cardíaco acelerado , sudorese nas mãos, tremor, choro e roer as unhas (onicofagia).
Nefrologistas pediátricos como Rejane Meneses afirmam que o normal é que, as etapas para atingir o controle sobre o aparelho urinário sejam completadas durante a infância até aos quatro anos de idade, o que acontece na maioria dos casos, já que esse controle urinário ocorre entre um e dois anos de idade, período em que a maturação do lobo frontal e parietal ,a capacidade gradativa vesical, e a integração complexa entre os sistemas somático medular e parassimpático acontecem.
No entanto, a autora ressalta que os distúrbios funcionais de micção (DFM) ocupam lugar de destaque entre crianças neurologicamente normais em idade que deveriam ter pleno controle de suas funções (MENESES, 2000, p. 95).
Entre adolescentes e adultos a micção até 6 vezes é normal, mais que isso, mesmo que em pequeno volume, é considerado polaquiúria. É válido ressaltar que as funções do aparelho urinário envolvem o armazenamento e esvaziamento da urina, coordenadas por um processo complexo que abrange determinadas partes do corpo, inclusive as de dimensões mentais e neurológicas, que necessitam de devida funcionalidade e coordenação.
Na polaciúria, o ato de urinar com alta  frequência é caracterizado, portanto, como  o principal sintoma de instabilidade da bexiga. Por isso, é necessário avaliar a quantidade de líquido ingerido e a diurese, para que seja possível evitar uma possível polaquiúria.

## Causas
Vários fatores podem estar relacionados à micção frequente, tais como:
- Infecção, lesão ou irritação da bexiga (Cistite) ou da uretra (uretrite)
- Aumento do tamanho da próstata com a idade (hiperplasia prostática benigna)
- Gravidez
- Retenção urinária
- Infecção, lesão ou irritação da vagina (Vaginite)
- Altas quantidades de bebidas alcoólicas ou com cafeína

Causas menos comuns incluem:
- Alterações nos músculos, nervos ou outros tecidos que afetam a função da bexiga (bexiga hiperativa)
- Diabetes mal controlada
- Câncer de próstata ou câncer de bexiga
- Radioterapia
- Posterior a acidente vascular cerebral ou outra doença neurológica
- Ansiedade, influenciando além da saúde física, as áreas cognitivas, sociais e afetivas.[5]

## Tratamento
A polaciúria pode ser tratada com a mudança programada, que consiste em micções comportamentais a cada duas horas, em reeducação vesico esfincteriana, no controle do consumo de líquidos; evitando tomar e ingerir produtos que possuem aspartame ou/e retém líquidos (principalmente durante a noite) e dieta rica em fibras, com o  controle da constipação intestinal, através de exercícios de relaxamento, contração do assoalho pélvico,  e com medicamentos e terapia. Quando não houver progresso nesses métodos, a implantação de marca-passo na bexiga, para exercitar a neuroestimulação, é indicada. No geral, é orientado um esvaziamento vesical o mais completo possível, com relaxamento adequado do esfíncter e períneo.
Em casos infantis, acredita-se que, além dos tratamentos propostos, o psicológico também é recomendado como forma de estabelecer uma maior  compreensão e paciência por parte da criança, dos familiares e dos educadores,  e com isso ajudando na recuperação de sua  autoestima .  Algumas intervenções  podem auxiliar na reeducação da incontinência urinária, tais como: a intervenção no processo cognitivo, conscientizando a criança de suas dificuldades e levando-a a aprendizagem de parâmetros miccionais normais, através da coleta e mensuração visível do volume diário da sua micção. Uma outra intervenção possível, é o condicionamento com a realização e acompanhamento de uma agenda urinária, ou seja, inserindo um cronograma temporal de coleta, onde o intervalo de coletas será  aumentado gradualmente.